# Oscar Johanson (politiker)
Carl Oscar Johanson (i riksdagen kallad Johanson i Huskvarna), född 23 februari 1870 i Lekaryd, död 1 januari 1940 i Huskvarna, var en svensk lantbrukare, arbetare och politiker (lantmanna- och borgarepartiet, senare folkpartist).
Oscar Johanson var först lantbrukare, men blev sedan verkstadsarbetare vid Husqvarna verkstäder. Han var ledamot av Huskvarna stads stadsfullmäktige 1911–1914 samt 1917, och var även ledamot av stadens drätselkammare 1923–1926.
Han var riksdagsledamot i andra kammaren från höstvalet 1914 till sin död, fram till 1921 för Jönköpings läns västra valkrets och från 1922 för Jönköpings läns valkrets. Han tillhörde lantmanna- och borgarepartiet från invalet i riksdagen, men när detta parti år 1935 gick samman med första kammarens nationella parti för att bilda högerpartiets riksdagsgrupp övergick han i stället till det nybildade folkpartiet. 
I riksdagen var han bland annat suppleant i första lagutskottet 1921–1934 och ledamot i bevillningsutskottet 1937–1939. Han var inte minst verksam i sociala och religiösa frågor, såsom nykterhet och kristendomsundervisning. I riksdagen skrev han 81 egna motioner med särskild uppmärksamhet på sociala och religiösa frågor: nykterhet o egnahem, kristendomsundervisning och soldathem.